# Narodni naravni park Las Orquídeas
Nacionalni naravni park Las Orquídeas je zahodno od zahodne Cordillere Occidental v Andski regiji v Kolumbiji. Glavni ekosistem parka je vlažen gozd. Imenovan je bil leta 1974 in eden od kolumbijskih Parques Nacionales Naturales. IUCN upravlja območje pod WDPA ID 148.
Njegova površina je del departmaja Antioquia. Območje parka je razdeljeno med občine Frontino, Urrao in Abriaquí, ki obsegajo hidrografska porečja rek Quiparadó, Murrí, Venado in Chaqueradó.
Trenutno se v parku ne izvajajo rekreacija ali aktivnosti povezane z ekoturizmom. Edine dejavnosti, ki so trenutno dovoljene v parku, so tiste, povezane z raziskavami in ohranjanjem.

## Splošno
Decembra 2012 so raziskovalci pod vodstvom Nacionalne univerze Kolumbije odkrili novo vrsto epifitske orhideje Cyrtochilum betancurii, ki naseljuje oblačne gozdove med 1600 in 1800 metri nadmorske višine. To odkritje kaže na ustrezen status parka v njegovih raziskovalnih dejavnostih.
Ena od posebnosti parka je vodno bogastvo, ki ga sestavljajo številne reke, med drugim reke Chaquenodá, Jengamecodá, Calles in Venados. Poleg tega park proizvaja in uravnava veliko količino vode kot prispevek k reki Atrato skozi reki Murrí in Sucio.
Park ima v svoji notranjosti kmečke skupnosti Antioqueño in avtohtone skupnosti, katerih del so Embera-Katíos, ki so v rezervatih v dolini rek Perdidas in Chaquenodá.
Pestra pokrajina Narodnega naravnega parka Las Orquídeas predstavlja številne naravne znamenitosti, med katerimi izstopajo:
- Alto de Musinga
- Morro Pelao
- Sector Playa Larga
- Reki Venados in ulice

Ozemlje je mogoče prehoditi peš ali z mulo, po možnosti v družbi domačega vodnika. Sprehodi ali jahanje lahko zaradi širokega razpona in značilnosti poti trajajo do 8 ur. Interpretativne poti in fotografiranje so dejavnosti, ki jih obiskovalci najbolj cenijo.

## Podnebje
Park je velik okoli 32.000 hektarjev. Podnebje se spreminja glede na nadmorsko višino, ki se giblje od 350 do 3400 metrov nadmorske višine. Zato se lahko temperatura giblje od 4 do 26 ° C.

## Rastlinstvo
Raznolika pokrajina narodnega naravnega parka Las Orquídeas ima raznolike rastlinske formacije, ki vsebujejo različne ekosisteme, obilo različnih orhidej in drugih povezanih vrst. Na tem zavarovanem območju so v glavnem zastopani naslednji ekosistemi: andski gozd, subandski gozd, tropski deževni gozd in majhen ostanek páramo v sektorju Morro Pelado. V prvem uspevajo nekatere vrste, kot so hrast, divji kakav, carrá in različne vrste bromelij, kot je Hogenbergia Andean, endemična za območje. V drugem so liane, palme, cedra, kumina, pesek, hrast (Quercus Humboldtil), yolombó, cinchona, chaquiro in nekatere endemične zamije ((Zamia Wallisi). V tretji poleg hrastov in chaquitos rastejo encenillo (Weinmannia tomentosa), uvitos de monte, guaque in chusque. V barju vegetacija vključuje endemično vrsto espeletia (frailejón). Številne čudovite orhideje vključujejo Cattleya, Elleanthus, Restrepia, Lepanthes, Masdevallia, Maxillaria, Pleurothalis, Oncidium, Odontoglossum, Pescatorea in Trigonidium.

## Živalstvo
Živalstvo vključuje vrste, kot so opici črni vriskač (Alouatta caraya) in rdeči vriskač (Alouatta seniculus), kapucinka Cebus capuchinus, papiga Pyrilia pyrilia, Goeffroyeva tamarinka (Saguinus geoffroyi), Geoffroyeva brezpalčarka (Ateles geoffroyi), nutrija (Lontra longicaudis), paka, andski medved Tremarctos ornatus, jaguar, ptice, ki raznašajo semena, kot so Aburria bored, orel Oroaetus isidori, rumenoglava papiga, Bangsia aureocincta in carriquí (šoje), med drugim.